# سيدي بوشقرون
سيدي بوشقرون قرية تونسية تقع في ولاية بنزرت قرب رأس بن سكة، شمال غربي مدينة بنزرت.